# Melasma
Il melasma o cloasma definito anche come maschera della gravidanza è un'alterazione a livello cromatico della cute caratteristica della gravidanza, può anche essere causato dall'assunzione della pillola anticoncezionale, dalla somministrazione di idantoina o essere idiopatico.

## Sintomatologia

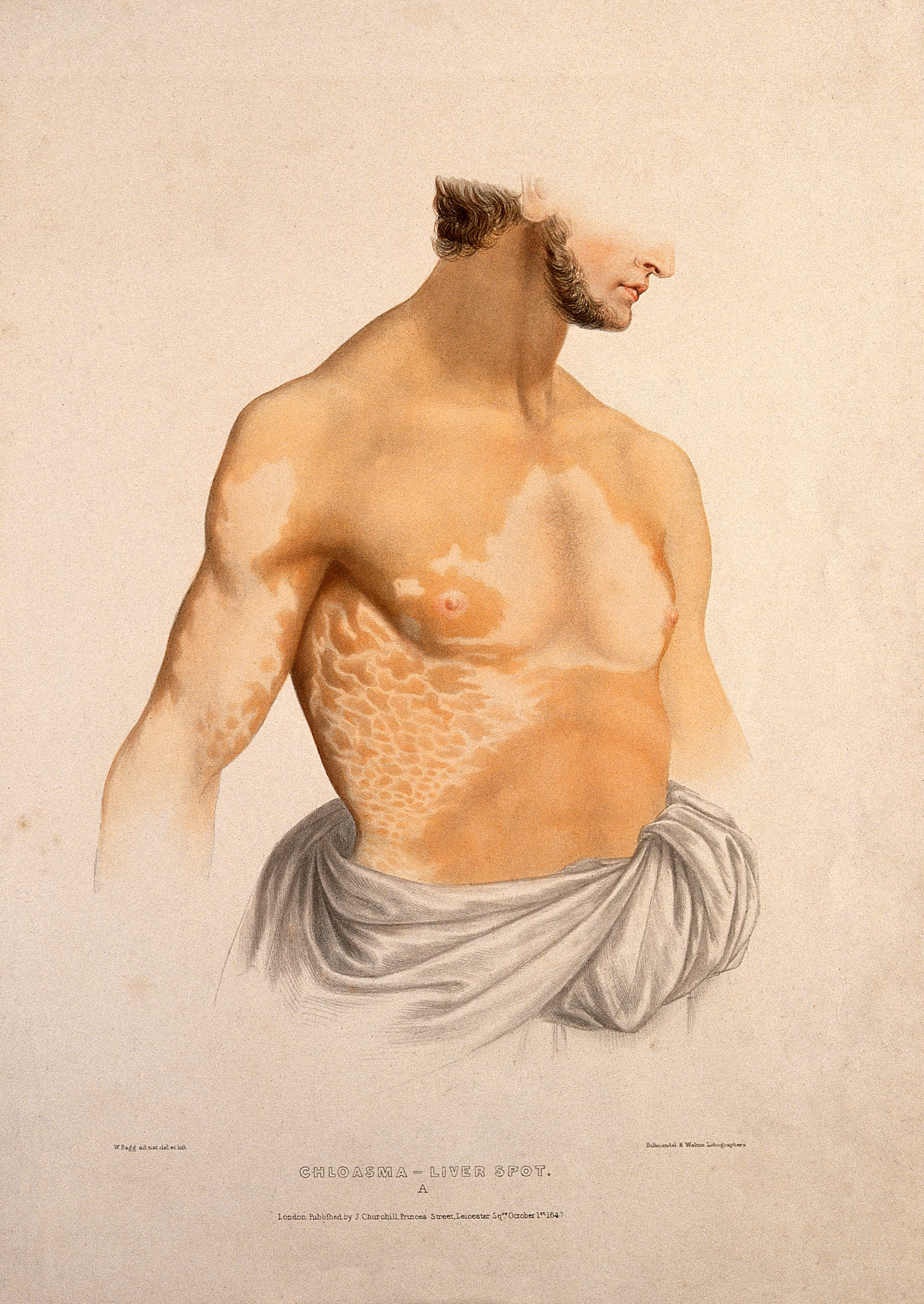
Melasma

Si presenta sotto la forma di macule o chiazze piane di colore bruno o marrone, che coinvolgono le guance, le tempie, e la fronte bilateralmente. La luce solare può accentuare questa pigmentazione, che spesso si risolve spontaneamente con l'interruzione dello stimolo ormonale.

## Anatomia patologica
Sono stati riconosciuti tre quadri istologici:
- Un tipo epidermico, in cui vi è un aumento del deposito della melanina nello strato basale
- Un tipo dermico caratterizzato dalla presenza di macrofagi nello strato papillare del derma che fagocitano la melanina proveniente dall'adiacente strato epidermico (processo noto come incontinenza del pigmento melaninico)
- Un tipo misto caratterizzato da una combinazione dei due tipi già citati.

Questi tre tipi possono essere distinti con l'uso della luce di Wood ("luce nera"), che permette all'ispezione clinica di distinguere tra pigmentazione epidermica e dermica. La distinzione è importante poiché il melasma epidermico, e in parte quello misto, risponde alla somministrazione topica di idrochinone.

## Causa
La causa esatta del melasma è sconosciuta.
Si pensa che il melasma sia la stimolazione dei melanociti (cellule nello strato dermico, che trasferiscono il pigmento melanina ai cheratinociti della pelle) quando la pelle è esposta alla luce ultravioletta del sole. Piccole quantità di esposizione al sole possono far tornare il melasma sulla pelle dopo che è sbiadito, motivo per cui le persone con melasma spesso lo ottengono ancora e ancora, soprattutto in estate.
Le donne incinte spesso ottengono il melasma, o cloasma, noto come la maschera della gravidanza. Anche le pillole anticoncezionali e la terapia ormonale sostitutiva possono scatenare il melasma. Lo scolorimento di solito scompare spontaneamente in un periodo di diversi mesi dopo il parto o l'interruzione dei contraccettivi orali o del trattamento ormonale.
La predisposizione genetica è anche un fattore importante nel determinare se qualcuno svilupperà il melasma. Le persone con il tipo di pelle Fitzpatrick III o superiore di origine africana, asiatica o ispanica sono a rischio molto più elevato rispetto ad altre. Inoltre, le donne con un tipo di pelle marrone chiaro che vivono in regioni con un'intensa esposizione al sole sono particolarmente suscettibili allo sviluppo di questa condizione.
L'incidenza del melasma aumenta anche nei pazienti con malattie della tiroide. Si pensa che la sovrapproduzione di ormone stimolante i melanociti causata dallo stress possa causare focolai di questa condizione. Altre rare cause di melasma includono reazioni allergiche a farmaci e cosmetici.

## Diagnosi

### Tipi
I due diversi tipi di melasma sono epidermico e dermico.
- Il melasma epidermico deriva dal pigmento di melanina che è elevato negli strati soprabasali dell'epidermide.[senza fonte]
- Il melasma dermico si verifica quando i macrofagi dermici hanno un livello di melanina elevato.[1] Il melasma viene solitamente diagnosticato visivamente o con l'assistenza di una lampada di Wood (lunghezza d'onda di 340 - 400 nm).[2] Sotto la lampada di Wood, la melanina in eccesso nell'epidermide può essere distinta da quella del derma. Questo viene fatto osservando quanto appaia scuro il melasma; il melasma dermico appare più scuro del melasma epidermico sotto la lampada di Wood.[2]

### Gravità
La gravità del melasma facciale può essere valutata mediante colorimetria, mexametria e l'area del melasma e il punteggio dell'indice di gravità (MASI).

### Diagnosi differenziali
Il melasma va differenziato da lentiggini, lentigo solare, melanoderma tossico, melanosi di Riehl, iperpigmentazione postinfiammatoria, melanosi da frizione, ocronosi (endogena ed esogena), lupus eritematoso cutaneo. Inoltre, non deve essere confuso con fitofotodermatite, pellagra, fototossicità endogena, nevo di Ota, macule café au lait, cheratosi seborroica, poichiloderma di Civatte, nevo bilaterale acquisito di macule ota-simili (nevo di Hori), iperpigmentazione periorbitale del pigmento Brocq, erythromelanosis follicularis faciei, acanthosis nigricans facciale e lichen planus attinico.
Inoltre, sono stati segnalati casi di pigmentazione indotta da farmaci, causata da amiodarone o ocronosi esogena indotta da idrochinone (vedi trattamento dell'ocronosi).

## Trattamento
Medico che esegue il trattamento del melasma con il laser KTP.
- Medico che esegue il trattamento del melasma con il laser al fosfato di titanio e potassio[3]
- La valutazione da parte di un dermatologo può aiutare a guidare il trattamento. I trattamenti per accelerare lo sbiadimento delle macchie scolorite includono:
- Agenti depigmentanti topici, come l'idrochinone (HQ) sia da banco (OTC - 2%) che da prescrizione (4%). HQ inibisce la tirosinasi, un enzima coinvolto nella produzione di melanina.
- La tretinoina,[4] un retinoide, aumenta il turnover delle cellule della pelle (cheratinociti). Questo trattamento non viene utilizzato durante la gravidanza a causa del rischio di danni al feto.
- Si ritiene che l'acido azelaico (20%) riduca l'attività dei melanociti.
- L'acido tranexamico per via orale ha dimostrato di fornire un alleggerimento rapido e prolungato nel melasma diminuendo la melanogenesi nei melanociti epidermici.[senza fonte]
- Cisteamina cloridrato (5%) da banco
- Il meccanismo d'azione sembra coinvolgere l'inibizione della via di sintesi della melanina
- Acido cogico (2%) OTC
- Flutamide (1%)
- Peeling chimici
- Da microdermoabrasione a dermoabrasione (da leggera a profonda)
- Trattamenti facciali galvanici o ad ultrasuoni con una combinazione di crema/gel topico, sia nello studio di un estetista che come unità massaggiante domestica
- Laser ma luce pulsata non intensa (che può rendere il melasma più scuro)
- Sembra essere correlata ad alterazioni funzionali dei melanociti, responsabili di un aumento del trasferimento della melanina ai cheratinociti dello strato basale o ai macrofagi del derma.

## Galleria d'immagini

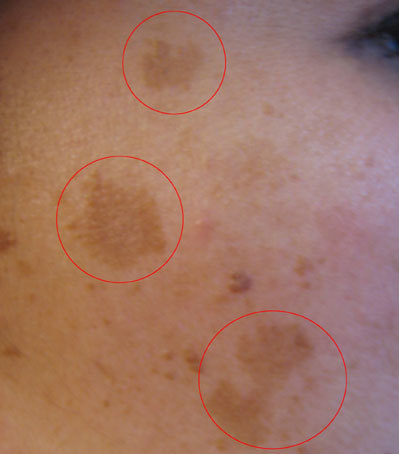
Melasma